# خطوط اتوبوسرانی مهادرین

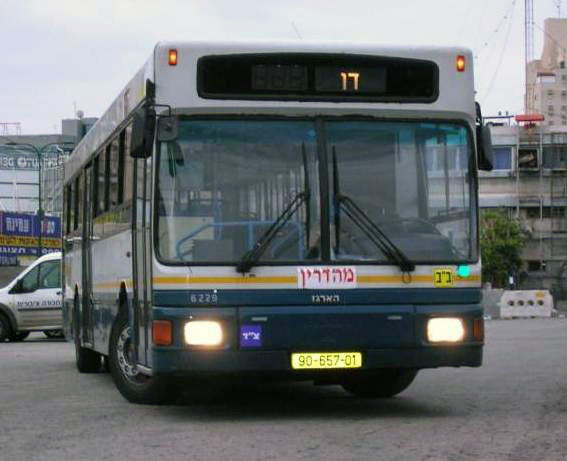
یک اتوبوس دن با برچسب «مهادرین» در محله‌های حریدی نشین د بنی براک. عکس ژانویه ۲۰۰۶

خطوط اتوبوسرانی مهادرین (عبری: קו מהדרין‎) نوعی خط اتوبوس در اسرائیل بود که بیشتر در مراکز اصلی جمعیت حریدی حرکت می‌کرد و در آنها تفکیک جنسیتی و سایر قوانین سختگیرانه مذهبی که توسط برخی یهودیان ارتدوکس از سال ۱۹۹۷ تا ۲۰۱۱ رعایت شده بود، اعمال می‌شد. در این اتوبوس‌های تفکیک جنسیتی، مسافران زن در پشت اتوبوس نشسته و از در پشتی وارد و خارج می‌شدند، در حالی که مسافران مرد در قسمت جلوی اتوبوس نشسته و از درب جلو وارد و خارج می‌شدند. علاوه بر این، «لباس متوسط» اغلب برای زنان مورد نیاز بود، از پخش رادیو یا موسیقی سکولار در اتوبوس اجتناب می‌شد، تبلیغات سانسور می‌شد. خطوط مهادرین به‌طور کلی ارزان‌تر از خطوط دیگر بود. در اوایل سال ۲۰۱۰، ۵۶ اتوبوس مهادرین در ۲۸ شهر در سراسر اسرائیل وجود داشت که توسط شرکت‌های حمل و نقل عمومی اداره می‌شد، اگرچه معمولاً برچسب خاصی نداشت.
در ژانویه ۲۰۱۱، دیوان عالی دادگستری اسرائیل تشخیص داد که تفکیک جنسیتی غیرقانونی است و اتوبوس‌های عمومی «مهادرین» را لغو کرد. با این حال، حکم دادگاه اجازه می‌دهد تا تفکیک جنسیتی در اتوبوس‌های عمومی به‌طور داوطلبانه برای یک دوره آزمایشی یک ساله ادامه یابد. قبل از صدور حکم، مسافران زن بارها مورد آزار و اذیت قرار می‌گرفتند و مجبور می‌شدند پشت اتوبوس بنشینند. حریدی‌ها درخواست فعالیت خطوط اتوبوس خصوصی داشتند، اما توسط وزارت حمل و نقل رد شد.
گروه‌های حامی که با خطوط جداگانه اتوبوس مبارزه می‌کردند، خواستار آن شدند که تفکیک جنسیتی در اتوبوس‌های عمومی یک سال دیگه حفظ شود. در این خصوص حوادثی ذکر شده که در آن رهبران ارتدوکس دستور می‌دادند به پشت بنشینند و در صورت امتناع از آنها مورد تعرض و بی‌احترامی قرار می‌گیرند. تا سال ۲۰۱۳، حریدی‌ها اتوبوس‌ها را محاصره و سنگسار کردند، پس از اینکه رانندگان توضیح دادند که نمی‌توان زنان را مجبور کرد که از پشت بنشینند، شیشه‌ها را شکستند. یک ماه بعد، مردی سکولار یک حریدی را کتک زد و تلاش کرد تا یک زن را فراری دهد، و پس از آن فرار کرد.

## تاریخچه
خطوط اتوبوس موسوم به «مهادرین» در اواخر دهه ۱۹۹۰ برای عموم مردم حریدی ایجاد شد. این کار با دو خط در اورشلیم و بنی براک در سال ۱۹۹۷ آغاز شد. در پاییز ۲۰۰۱، شرکتهای اتوبوسرانی دن پلاس و ایگد، به منظور رقابت با اتوبوسهای خصوصی که توسط حریدی اداره می‌شود، با شورای فوق ارتدوکس به توافق رسیدند. در سال ۲۰۰۷، حدود سی اتوبوس «مهادرین» توسط شرکت‌های حمل و نقل عمومی اداره می‌شد، در اوایل سال ۲۰۱۰ تعداد آنها به بیش از پنجاه رسید.
در ژوئیه ۲۰۰۴، نائومی راگن، نویسنده اسرائیلی-آمریکایی ناخواسته سوار اتوبوس «مهادرین» به سمت خانه اش در راموت شد و به دلیل امتناع از واگذاری صندلی و حرکت به پشت اتوبوس، مورد تهدید قرار گرفت. در سال ۲۰۰۶، اتوبوسهای «مهادرین» در رسانه‌های جهان به شدت مورد انتقاد قرار گرفتند، پس از آنکه یک زن یهودی آمریکایی بنام مریم شیر، پس از خودداری از حرکت به عقب اتوبوس توسط گروهی از مردان ارتدوکس فوق‌العاده مورد حمله و ضرب و شتم قرار گرفت. یکی از مسافران راننده اتوبوس را متهم کردند که «در طول حمله هیچ کاری انجام نداده‌است»، در حالی که راننده اتوبوس ادعا کرد که اتوبوس را متوقف کرده‌است تا به مردان اطراف مریم شیر اطلاع دهد که خط او از جنسیت جدا نیست. منتقدان خطوط «مهادرین» را به تفکیک نژادی در ایالت متحده تشبیه کردند.
بر اساس یک نظرسنجی که مؤسسه تحقیقاتی اسمیت در تابستان ۲۰۱۰ برای سازمان هیدوش انجام داد، ۷۰ درصد یهودیان اسرائیلی، زن و مرد، از لغو یا کاهش خطوط اتوبوس‌های عمومی تفکیک جنسیتی حمایت می‌کنند. ۴۰ درصد از لغو کامل پشتیبانی کردند، ۳۰ درصد موافق کاهش تعداد آنها و ۲۲ درصد از ادامه روند همان‌طور که در زمان نظرسنجی بود، حمایت می‌کنند. تنها ۸ درصد از گسترش خدمات حمل و نقل جدا از جنسیت پشتیبانی می‌کند. ۷۵ درصد از رای‌دهندگان لیکود، ۷۶ درصد از رای‌دهندگان اسرائیل بیتنو و ۸۸ درصد از رای‌دهندگان کادیما از جمله کسانی هستند که از لغو یا کاهش خطوط اتوبوس‌های عمومی جدا از جنسیت حمایت می‌کنند. نظرسنجی آنلاین جروزالم پست نشان داد که ۷۶ درصد از پاسخ دهندگان با اتوبوس‌های تفکیک شده موافق نیستند، ۶ درصد موافق و ۱۸ درصد گفتند که تفکیک باید فقط در خطوطی که در محله‌های حریدی کار می‌کنند وجود داشته باشد.

## دادخواست و حکم دادگاه

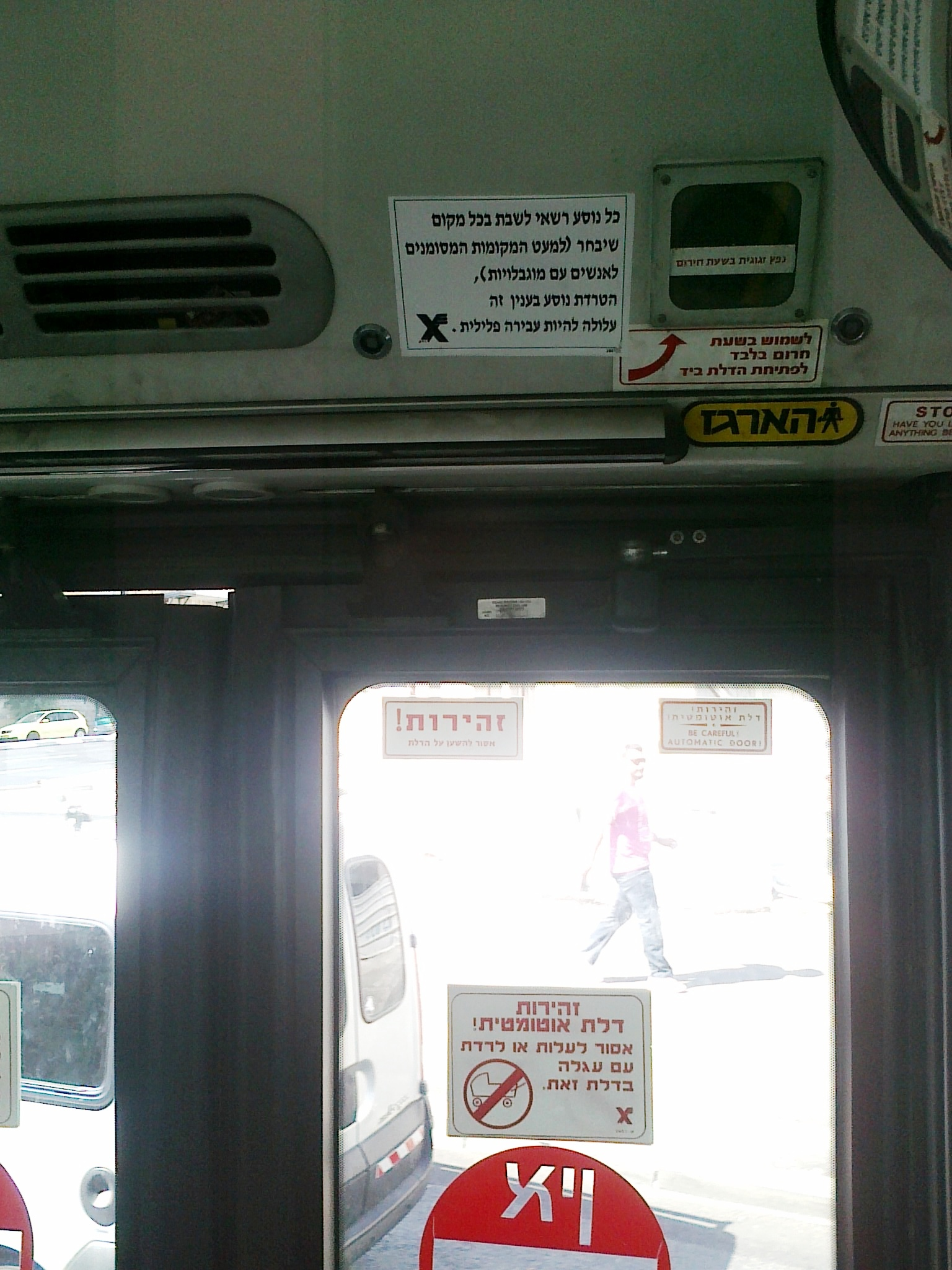
برچسب در بالا می‌نویسد: «هر مسافری می‌تواند هر جا که می‌خواهد بنشیند (به جز صندلی‌هایی که برای افراد معلول تعیین شده‌است)، آزار و اذیت مسافر در این زمینه ممکن است جرم باشد». (ژوئن ۲۰۱۱)

در سال ۲۰۰۷، مرکز اقدام مذهبی اسرائیل (IRAC)، سازمانی نزدیک به جنبش اصلاحات اسرائیل، به همراه چند زن که هنگام سفر با اتوبوس‌های تفکیک جنسیتی مورد آزار و اذیت قرار گرفتند (از جمله شیر و راگن)، طوماری را برای معرفی خطوط جایگزین ارسال کردند. بدون تفکیک جنسیتی و الزام مقامات برای اطمینان از ایمنی مسافران زن. وزارت حمل و نقل پاسخ داد که تفکیک جنسیتی یک «ترتیب داوطلبانه» است و این وزارتخانه قصد مداخله ندارد.
در ژانویه ۲۰۰۸، دیوان عالی به وزارت حمل و نقل توصیه کرد که کمیته ای را برای بررسی این موضوع تعیین کند. در گزارش خود در اکتبر ۲۰۰۹، این کمیته به این نتیجه رسید که تفکیک جنسیتی در اتوبوس‌های عمومی غیرقانونی است و روند حمل و نقل عمومی که شامل تفکیک می‌شود، ذاتاً جنبه اجبار را در پی دارد. توصیه اصلی کمیته این بود که در خطوط اتوبوس که باعث ایجاد تفکیک جنسیتی می‌شد، موافقت موقت ایجاد شود، که در آن به‌طور معمول درب جلو و عقب در ایستگاه‌های اتوبوس به جای درب جلو باز می‌شود. اسرائیل، به زنان این امکان را می‌دهد که از درب عقب استفاده کنند و در عقب بنشینند، اما هر مسافر، زن یا مرد، می‌تواند محل نشستن خود را بدون تفکیک مشخص انتخاب کند و ترتیب خاصی برای نشستن اعمال نشود. اسرائیل کاتز، وزیر حمل و نقل، در اعتراف به دادگاه عالی، در فوریه ۲۰۱۰ گفت که دولت استفاده از تهدید و خشونت را برای اجرای جدایی ندارد. با این حال، وی پیشنهاد داد که به اپراتورهای اتوبوس باید اجازه داده شود تابلوهای «جهت دهنده رفتار» را نصب کنند که از مسافران می‌خواهد جداگانه بنشینند، اما این اجباری نیست. داده‌های جمع‌آوری شده توسط مرکز اقدام مذهبی اسرائیل موارد بی شمار سوء استفاده، آزار و اذیت را گزارش کرد.
در حکم ۶ ژانویه ۲۰۱۱، دادگاه عالی اسرائیل اجازه ایجاد خطوط تفکیکی اضافی را نداد و جدایی جنسیتی را غیرقانونی اعلام کرد و دستور داد تابلوهایی که اتوبوس‌ها را به عنوان تفکیک شده نشان می‌دهند برداشته شوند و علائم جدیدی برای اطلاع‌رسانی نصب شود. مسافران حق دارند هرجا که می‌خواهند بنشینند و تأکید کردند که نه مسافران و نه راننده نمی‌توانند کسی را تحت فشار قرار دهند تا از چیدمان جداگانه صندلی‌ها پیروی کند. قاضی دیوان عالی کشور، الیاکیم روبینشتاین در حکم خود، نوشت: «یک شرکت حمل و نقل عمومی (مانند هر شخص دیگری) نمی‌تواند به زنان بگوید، از آنها بخواهد یا به آنها دستور دهد در اتوبوس کجا بنشینند فقط به این دلیل که زن هستند، و اینکه چه لباسی باید بپوشند، و آنها حق دارند هرجا که می‌خواهند بنشینند. البته، این امر در مورد مردان نیز صدق می‌کند، اما به دلایلی که واضح است، شکایت‌های مربوط به رفتارهای مضر زنان است.» وی افزود: "در حال حاضر که این خطوط را با تأکید بر این مطلب می‌خوانم، متحیر می‌شوم که حتی نیاز به نوشتن آنها در سال ۲۰۱۰ وجود داشت. آیا روزهای رزا پارکس، زن آمریکایی آفریقایی‌تبار که در سال ۱۹۵۵ در اتوبوس آلاباما جدایی نژادپرستانه را از بین برد، بازگشت؟"
در یک آزمایش یک ساله برای بررسی اینکه آیا سیستم تفکیک داوطلبانه می‌تواند کار کند، حدود ۵۰ خط اتوبوس، که به شهرهای داخلی خدمات رسانی می‌کنند، تحت دیوان عالی دادگستری به عنوان خطوطی که در آنها تفکیک داوطلبانه دنبال می‌شود، ثبت شده‌است. گفته می‌شود که آنها در و بین محله‌های فوق ارتدکس با اکثریت حریدی فعالیت می‌کنند.
همچنین به شرکت اتوبوس ایگو دستور داده شد که در سه نشریه روزانه، از جمله حداقل یک روزنامه حریدی، آگهی‌هایی در مورد لغو توافقنامه جدایی جنسیتی "مهادرین" منتشر کند. در فوریه ۲۰۱۱، جروزالم پست گزارش داد که همه روزنامه‌های حریدی از انتشار آگهی‌ها خودداری کرده‌اند. یکی از آنها حتی تصمیم دادگاه عالی را "به عنوان یک پیروزی برای خود عنوان کرد.

## اجرا
مرکز اقدام مذهبی اسرائیل از ترس اینکه دستورهای دادگاه توسط شرکت‌های اتوبوسرانی به درستی اجرا نشود، پروژه آزادی سوار الهام گرفته از پارکهای رزا را که یکسال طول کشید آغاز کرد. به داوطلبان زن خارجی و محلی یک مسیر اتوبوس اختصاص داده می‌شود که تا زمان صدور حکم «مهادرین» تلقی می‌شد و در قسمت جلویی اتوبوس‌هایی که قبلاً برای مردان اختصاص داشت، می‌نشینند.
در اوایل ژوئن ۲۰۱۱، هاآرتص گزارش داد که گفته می‌شود ایگد حکم دیوان عالی را نقض کرده‌است. بر اساس این گزارش، یک مجله حریدی آگهی ای را تشریح کرد که روند تفکیک جنسیتی را در اتوبوس‌های ایگود که اشدود و اورشلیم را برای تعطیل‌های شاوعوت متصل می‌کند، توصیف می‌کند. در این آگهی اتوبوس‌های جداگانه فقط برای خانواده‌ها و فقط برای مردان، همراه با خانواده اعلام شد. ایگد این اطلاعیه را "جعلی که بدون اطلاع ایگود انجام شده‌است" نامید و تأیید کرد که در اتوبوس‌های آنها مفهوم "مهادرین" وجود ندارد و این شرکت "فقط مطابق دستورالعمل دیوان عالی کار می‌کند و به هر مسافری اجازه می‌دهد صندلی خود را انتخاب کند. بدون تبعیض جنسیتی. " به گفته شرکت اتوبوسرانی، اگر فقط مردان در اتوبوس حضور داشته‌اند، این امر به این دلیل بوده‌است: "هیچ تقاضایی از سوی زنان وجود نداشت، و نه به این دلیل که دستورالعمل‌هایی از سوی کسی وجود داشت که مانع سفر زنان می‌شد." رئیس جنبش اسرائیل آزاد که با خطوط جداگانه اتوبوس مبارزه می‌کند در این مورد شک دارد و مدعی است که "ایگود و وزارت ترابری … از هر راهی برای همکاری با سیاستمداران حریدی به منظور عدم اجرای تصمیم دیوان عالی استفاده می‌کنند، و در اصل این خطوط اتوبوس را که علیه زنان تبعیض قائل می‌شود حفظ کنید."
در ۱۷ دسامبر ۲۰۱۱، تانیا روزنبلیت، یک زن سکولار اسرائیلی، از حرکت به پشت اتوبوس ایگود ۴۵۱ از اشدود به اورشلیم، جایی که معمولاً زنان در عقب نشسته‌اند، خودداری کرد، ادعا کرده که مرد حریدی او را یک «گوی»، یک کلمه تحقیر آمیز برای یک زن غیر یهودی استفاده می‌شود بکار برده‌است. یک پلیس که توسط راننده اتوبوس به محل تماس گرفته شد، به جای توضیح قانون برای مرد متخلف، از روزنبلیت خواست تا به عقب حرکت کند. این حادثه هم در رسانه‌های اسرائیلی و هم در رسانه‌های بین‌المللی خبرساز شد و روزنبلیت با عنوان "پارک‌های رزا اسرائیلی" شناخته شد. سخنگوی ایگود، این حادثه را محکوم کرد، و عنوان کرد تعداد چنین حوادث در حال افزایش است.
در ۲۸ دسامبر ۲۰۱۱، در خط اتوبوس شهری ۴۹۴ در محله رامت اشکول اورشلیم، ظاهراً مرد حریدی از دورون متالون، سرباز زن ارتش اسرائیل در آن زمان، خواست تا به پشت اتوبوس حرکت کند. هنگامی که او امتناع کرد، او را «شلخته» نامید و به آزار و اذیت او ادامه داد تا اینکه راننده با پلیس تماس گرفت. این مرد قبل از آزادی با قید وثیقه به اتهام آزار و اذیت جنسی و رفتارهای نامشروع در یک مکان عمومی دستگیر شد.

## واکنش
در ۳ دسامبر ۲۰۱۱، هیلاری کلینتون، وزیر امور خارجه ایالت متحده، در یک نشست غیرعلنی در واشینگتن، از دموکراسی و شوک اسرائیل از تبعیض علیه زنان اسرائیلی ابراز نگرانی کرد، که زنان پشت اتوبوس‌ها در مکانهای خاصی در اسرائیل بنشینید. اعضای دولت اسرائیل هرگونه توجیهی در انتقاد کلینتون از دموکراسی اسرائیلی رد کردند. با این حال، یووال اشتاینیتز، وزیر دارایی، موافقت کرد که «موضوع حذف و تفکیک زنان کاملاً غیرقابل قبول است و باید متوقف شود»، و وزیر حفاظت از محیط زیست، گیلاد اردان گفت که «نگرانی خود را در مورد کرامت زنان» ابراز می‌دارد. «دولت باید برای نشان دادن تعهد خود به برابری زن و مرد قدم بردارد».
یکشنبه پس از حادثه اتوبوس ایگود ۴۵۱ در ۱۷ دسامبر ۲۰۱۱، بنیامین نتانیاهو، نخست‌وزیر وقت رژیم صهیونیستی در ابتدای جلسه هفتگی کابینه اظهار داشت: "من در مورد حادثه ای شنیدم که در آن یک زن در اتوبوس جابجا شد. من به شدت با این موضوع مخالفم. نباید اجازه داد گروه‌های حاشیه ای وجه مشترک ما را از هم جدا کنند. ما باید فضای عمومی را برای همه شهروندان اسرائیلی باز و ایمن حفظ کنیم.
تزیپی لیونی، رهبر مخالفان، با تانیا روزنبلیت تماس شخصی گرفت و او را به دلیل «شجاعت شخصی» او ستود و اظهار داشت که «عزم او نشان دهنده نیاز همه ماست که از تصویر اسرائیل می‌ترسیم که بجنگیم و تسلیم نشویم».
روزنبلیت دعوت شد تا در کمیته ای بین وزیران به سرپرستی وزیر فرهنگ و ورزش لیمور لیونات شهادت دهد که قصد دارد یک برنامه عملیاتی دولت در زمینه محرومیت زنان در اماکن عمومی تهیه کند."
خاخام ارشد اشکنازی، یونا متزگر در یک ایستگاه رادیویی فوق ارتدوکس اعلام کرد که "اگر می‌خواهیم تفکیک وجود داشته باشد، راه حل آن این است که یک شرکت اتوبوسرانی ویژه برای این خطوط خاص ایجاد کنیم و ما صاحب آنها باشیم. اما تا زمانی که آنها به اندازه ما پول اتوبوس می‌دهند، و این شرکت دولتی است و تنها به بخش فوق ارتدوکس خدمات نمی‌دهد، ما چه کار می‌توانیم کنیم؟"
حتی نزدیکان خاخام یوسف شالوم الیاشیف، خاخام برجسته ارتدوکس‌های در اسرائیل، که امضا کننده به نفع تفکیک اتوبوس است، به رسانه‌ها اعلام می‌کنند که با جدایی اجباری مخالفند.